# 貝氏美洲鱥
貝氏美洲鱥（學名：Notropis baileyi），為輻鰭魚綱鯉形目雅羅魚科的其中一種，分布於北美洲美國密西西比州帕斯卡古拉河流域的利夫河和奇卡薩瓦伊河，向東穿過阿拉巴馬州莫比爾灣到塔拉普薩河下游水系，以及田納西河流域中的貝爾溪流域，本魚體細長呈長橢圓形且側扁，眼大，吻部圓鈍，體呈橄欖綠，腹部銀白色，體中央有一條黑色縱帶，從吻部延伸至尾柄處，胸鰭、腹鰭紅色，尾鰭叉形，體長可達9公分，棲息在水質清澈、沙底質的中小型溪流，生活習性不明。